# Rio Vermelho do Sul
O rio Vermelho ou rio Vermelho do Sul (em inglês:  Red River, Red River of the South) é um curso de água na América do Norte que determina a fronteira entre os estados do Texas e Oklahoma, e Texas e Arkansas. Corre para sul para a Luisiana e desagua no rio Atchafalaya e no Mississípi. Tem um total de 2189 km de percurso, o que faz dele um dos grandes rios do mundo (o 51.º em comprimento).